# ایستون آن د هیل
ایستون آن د هیل (به انگلیسی: Easton on the Hill) یک روستا و محله مدنی در بریتانیا است که در East Northamptonshire واقع شده‌است. ایستون آن د هیل ۱٬۰۱۵ نفر جمعیت دارد.